# Nikon D810
Nikon D810 je profesionalni  FF DSLR fotoaparat, ki ga je julija 2014 predstavilo podjetje Nikon.